# 영원초등학교
영원초등학교는 대한민국 전북특별자치도 정읍시 영원면 은선리에 있는 공립 초등학교이다.

## 학교 연혁
- 1935년 5월 1일 영원공립보통학교(4년제) 개교
- 1938년 4월 1일 영원공립심상소학교로 개칭[1]
- 1941년 4월 1일 영원공립국민학교(6년제)로 개칭[2]
- 1949년 12월 31일 영원국민학교로 개칭[3]
- 1981년 3월 1일 병설유치원(1학급) 인가 신설
- 1994년 3월 20일 급식소 설치
- 1994년 4월 11일 다목적 교실 신축
- 1996년 3월 1일 영원초등학교로 교명 변경[4]
- 2000년 3월 1일 신풍초등학교와 통폐합
- 2013년 3월 4일 혁신학교 지정
- 2016년 9월 1일 제27대 이정화 교장 취임
- 2018년 2월 10일 제 80회 졸업장 수여식 4명(6986명)
- 2018년 3월 1일 초등 6학급(39명), 유치원 1학급(10명) 편성

## 학교 상징
- 교화 : 백일홍 - 아담하고 소박한 마음을 기른다.
- 교목 : 소나무 - 높은 기상과 푸른 꿈을 키운다.

## 참고 자료
- 영원초등학교 - 한국교육학술정보원 학교알리미